# Euscelidia ochricornis
Euscelidia ochricornis là một loài ruồi trong họ Asilidae. Euscelidia ochricornis được Loew miêu tả năm 1858.